# Буххольц-ин-дер-Нордхайде
Буххольц-ин-дер-Нордхайде (нем. Buchholz in der Nordheide) — город в Германии, в земле Нижняя Саксония.
Входит в состав района Харбург. Население составляет 38 735 человек (на 31 декабря 2010 года). Занимает площадь 74,62 км². Официальный код — 03 3 53 005.
Город подразделяется на 6 городских районов.

## География
В Бухгольце находится Брунсберг, самая высокая гора в регионе, высотой 129 м. Она расположена на северной окраине Люнебургской пустоши (Lüneburger Heide), отсюда и суффикс в названии.

## История
В 1958 году Бухгольц получил статус города.
В 1992 году на Бухгольц обрушился небольшой торнадо, который уничтожил множество деревьев и повредил множество домов.
В 2002 году температура в Бухгольце поднялась выше 38 градусов по Цельсию, установив рекорд для этого региона.
В 2006 году Бухгольц попытался установить новый мировой рекорд, собрав 2000 человек в форме большого сердца возле местного бассейна. Попытка в итоге провалилась, потому что 39 человек не пришли.

## Экономика
Предприятие Heintztechnik.